# Air Equator
Air Equator — скасована авіакомпанія Мальдів зі штаб-квартирою на острові Ган, яка здійснювала комерційні авіаперевезення між Ганом та іншими островами архіпелагу
Портом приписки авіакомпанії був міжнародний аеропорт Ган.
Авіакомпанія припинила операційну діяльність у серпні 2005 року.

## Історія
Air Equator була заснована в 2003 році, 10 жовтня 2004 року отримала сертифікат експлуатанта в Департаменті цивільної авіації Мальдів і початку виконання комерційних перевезень 15 жовтня того ж року з пасажирських рейсів між островом Ган і Мале. Спочатку авіакомпанія перебувала у власності пілотів Фаїза і Мурті (60 % на двох) і компанії «Ziaf Enterprises Maldives» (40 %), потім основним власником стала комерційна компанія «SPA Aviation» з Шрі-Ланки.
Після виниклих розбіжностей між Фаїзом і SPA Aviation щодо фінансового та адміністративного управління перевізником у травні 2005 року Air Equator припинила всі польоти, а в серпні того ж року повністю припинила операційну діяльність.

## Маршрутна мережа
У січні 2005 року маршрутна мережа регулярних перевезень авіакомпанії Air Equator охоплювала наступні аеропорти:
- міжнародний аеропорт Ган
- міжнародний аеропорт аеропортХанімаду
- аеропорт Каадедхоо
- міжнародний аеропорт Мале.

## Флот
Повітряний флот авіакомпанії Air Equator складався з одного літака:
- Fairchild F-27